# Długołęka (Neder-Silezië)
Długołęka (Duits: Langewiese) is een dorp in het Poolse woiwodschap Neder-Silezië, in het district Wrocławski. De plaats maakt deel uit van de gemeente Długołęka en telt 2620 inwoners.